# Zou Yan
Zou Yan (chinês tradicional: 鄒衍; 305 BC – 240 BC) foi um filósofo e escritor espiritual chinês do Período dos Estados Combatentes.  É amplamente reconhecido como o principal representante da Escola do Yin e Yang (ou Escola dos Naturalistas) durante o período das cem escolas de pensamento na filosofia chinesa. 

## Biografia
Zou Yan foi um renomado membro da Academia Jixia, no estado de Chi. O bioquímico e sinologista britânico Joseph Needham descreve Zou como "o verdadeiro fundador de todo o pensamento científico chinês". Seus ensinamentos combinaram e sistematizaram duas teorias predominantes durante o Período dos Estados Combatentes: yin-yang e a teoria dos cinco elementos ( metal, madeira, água, fogo e terra). Todos os escritos de Zou se perderam e são conhecidos apenas por meio de citações em textos antigos. As informações mais detalhadas sobre sua vida provêm de sua breve biografia nos Registros do Historiador (século I a.C.), de Sima Qian. Nele, Zou é descrito como um polímata — filósofo, historiador, político, naturalista, geógrafo e astrólogo — originário do estado costeiro de Chi (na atual província de Shandong), onde foi membro da Academia Jixia, instituição patrocinada pelo Estado.

## Obra
Preocupado com a decadência moral dos governantes de sua época, Zou passou a investigar os padrões naturais e históricos, produzindo mais de 100 mil palavras em ensaios sobre transformações cósmicas e os ciclos dos sábios desde tempos antigos. Seu método partia da observação de fenômenos pequenos para compreender os grandes, e de eventos contemporâneos para reconstruir o passado remoto, remontando até o lendário imperador Huangdi. Catalogou características geográficas da China — montanhas, rios, fauna, flora e recursos naturais — e expandiu sua análise para além dos mares conhecidos, incluindo especulações cosmológicas e históricas.
Sua visão contrastava com a tradição confucionista, argumentando que a China representava apenas uma pequena parte do mundo. Apesar do impacto inicial de suas ideias entre a elite, poucos conseguiram seguir seus ensinamentos.
Zou Yan é frequentemente associado ao taoismo e às origens da alquimia chinesa. O Livro de Han (c. 100 d.C.) o identifica como um fangshi (方士), termo que pode ser traduzido como "mestre das técnicas", englobando funções como alquimista, mago, exorcista ou adivinho.
Holmes Welch sugere que os fangshi faziam parte daqueles que, segundo Sima Qian, foram incapazes de aplicar as artes de Zou Yan. Embora tenha adquirido gradualmente uma reputação ligada à alquimia, Zou provavelmente não praticava alquimia. Para Welch, a alquimia chinesa teria sido desenvolvida por seus discípulos interessados na experimentação física com os cinco elementos.